# Cupuaçubutter

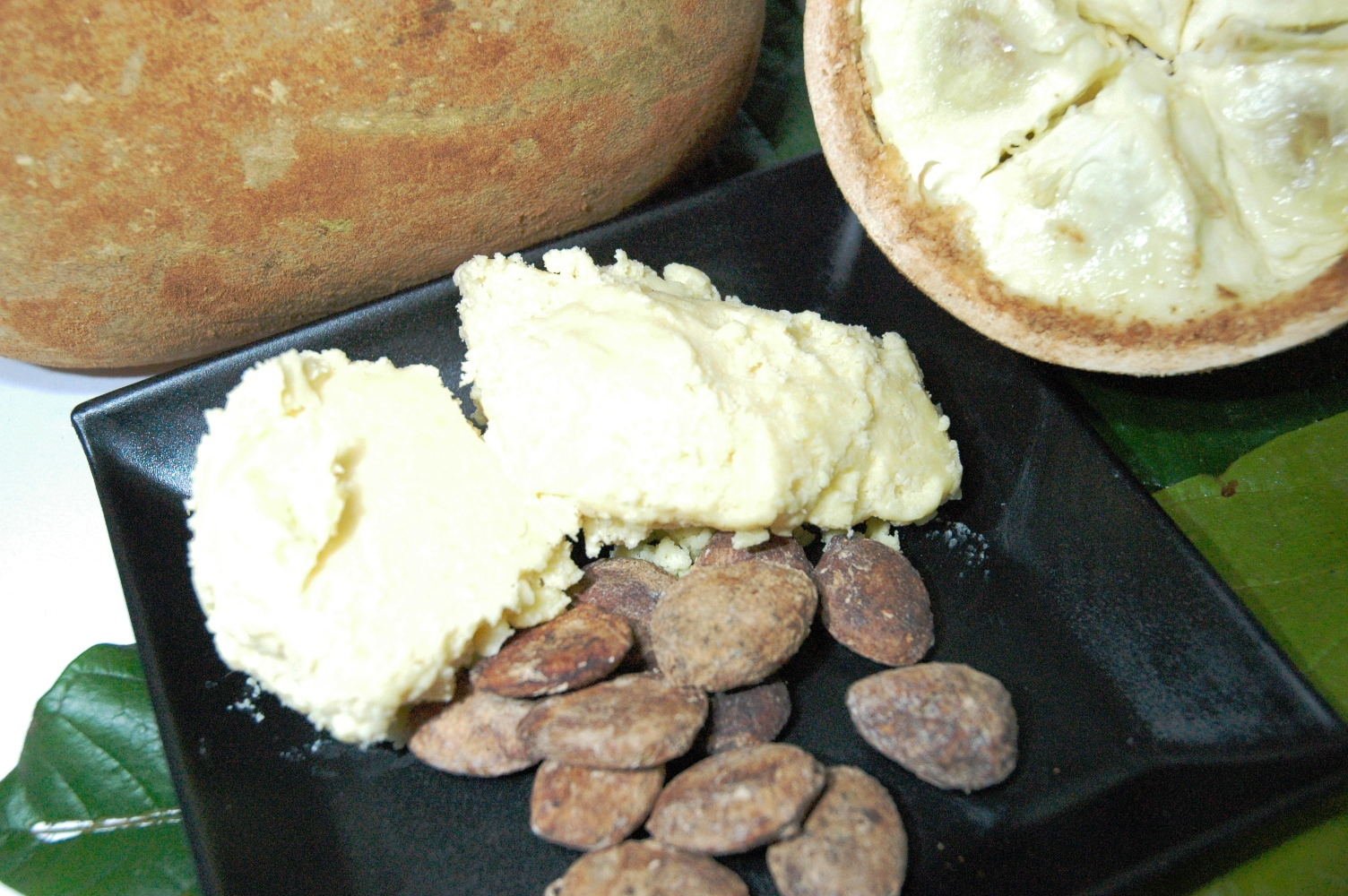
Cupuaçubutter und Samen

Die Cupuaçubutter ist ein Pflanzenfett, das aus den Samen des Cupuaçu oder Großblütigen Kakaos (Theobroma grandiflorum) gewonnen wird. Sie ist hellbeige, bei Raumtemperatur halbfest und besitzt einen säuerlich-aromatischen Geruch. 
Die Triglyceride des Fettes bestehen hauptsächlich aus Estern mit der Öl-, Stearin- und Arachinsäure, sowie in geringem Anteil mit der Pamitin- und Linolsäure. Der Schmelzpunkt liegt leicht unter dem der Kakao- und Sheabutter.
Die Cupuaçubutter wird in der Kosmetik und Nahrungsmittelindustrie und als Ersatz für Kakaobutter verwendet.